# Campeonato Mundial de Halterofilismo de 2009 - Até 63 kg feminino
A competição feminina na categoria até 63 kg foi realizada em 25 de novembro de 2009.

## Calendário
As competidoras foram divididas em dois grupos:
| Dia            | Horário | Fase    |
| -------------- | ------- | ------- |
| 25 de novembro | 16:00   | Grupo B |
| 25 de novembro | 19:00   | Grupo A |

## Medalhistas
| Prova     | Ouro                   | Ouro   | Prata                      | Prata  | Bronze                     | Bronze |
| --------- | ---------------------- | ------ | -------------------------- | ------ | -------------------------- | ------ |
| Arranque  | Viktoria Savenko (RUS) | 112 kg | Hanna Batsiushka (BLR)     | 112 kg | Svetlana Tsarukaieva (RUS) | 111 kg |
| Arremesso | Maia Maneza (KAZ)      | 141 kg | Sibel Şimşek (TUR)         | 135 kg | Guo Xiyan (CHN)            | 135 kg |
| Total     | Maia Maneza (KAZ)      | 246 kg | Svetlana Tsarukaieva (RUS) | 246 kg | Sibel Şimşek (TUR)         | 243 kg |

## Recordes
Antes desta competição, os recordes mundiais da categoria eram os seguintes:
| Recorde         | Tipo      | Atleta                | Peso   | Local                 | Data                   |
| Recorde mundial | Arranque  | Pawina Thongsuk (THA) | 116 kg | Doha, Catar           | 12 de novembro de 2005 |
| Recorde mundial | Arremesso | Pawina Thongsuk (THA) | 142 kg | Doha, Catar           | 4 de dezembro de 2006  |
| Recorde mundial | Total     | Liu Haixia (CHN)      | 257 kg | Chiang Mai, Tailândia | 23 de setembro de 2007 |

## Resultados
Ref.
| Pos. | Atleta                     | Grupo | Peso (kg) | Arranque (kg) | Arranque (kg) | Arranque (kg) | Arranque (kg) | Arremesso (kg) | Arremesso (kg) | Arremesso (kg) | Arremesso (kg) | Total (kg) |
| Pos. | Atleta                     | Grupo | Peso (kg) | 1             | 2             | 3             | Pos.          | 1              | 2              | 3              | Pos.           | Total (kg) |
| ---- | -------------------------- | ----- | --------- | ------------- | ------------- | ------------- | ------------- | -------------- | -------------- | -------------- | -------------- | ---------- |
| 1    | Maia Maneza (KAZ)          | A     | 62,62     | 105           | 105           | 105           | 6             | 135            | 141            | 141            | 1              | 246        |
| 2    | Svetlana Tsarukaieva (RUS) | A     | 62,91     | 106           | 111           | 113           | 3             | 128            | 132            | 135            | 4              | 246        |
| 3    | Sibel Şimşek (TUR)         | A     | 62,43     | 108           | 108           | 111           | 4             | 128            | 131            | 135            | 2              | 243        |
| 4    | Viktoria Savenko (RUS)     | A     | 62,89     | 107           | 111           | 112           | 1             | 126            | 130            | 134            | 7              | 242        |
| 5    | Guo Xiyan (CHN)            | A     | 62,54     | 105           | 105           | 105           | 5             | 130            | 130            | 135            | 3              | 240        |
| 6    | Meline Daluzyan (ARM)      | A     | 62,79     | 105           | 108           | 108           | 7             | 130            | 137            | 137            | 6              | 235        |
| 7    | Hanna Batsiushka (BLR)     | A     | 62,92     | 103           | 108           | 112           | 2             | 122            | 127            | 127            | 12             | 234        |
| 8    | Kim Soo-kyung (KOR)        | A     | 62,94     | 98            | 98            | 101           | 12            | 128            | 131            | 135            | 5              | 232        |
| 9    | Mun Yu-ra (KOR)            | A     | 62,82     | 100           | 104           | 104           | 8             | 120            | 125            | 128            | 9              | 229        |
| 10   | Ruth Kasirye (NOR)         | A     | 62,89     | 99            | 103           | 106           | 9             | 123            | 126            | 126            | 10             | 226        |
| 11   | Mercedes Pérez (COL)       | B     | 62,62     | 95            | 95            | 100           | 13            | 122            | 125            | 128            | 8              | 225        |
| 12   | Esmat Mansour (EGY)        | B     | 62,25     | 97            | 101           | 103           | 11            | 120            | 124            | 125            | 13             | 221        |
| 13   | Wandee Kameaim (THA)       | B     | 62,05     | 93            | 96            | 99            | 15            | 122            | 125            | 125            | 11             | 218        |
| 14   | Lu Ying-chi (TPE)          | B     | 62,84     | 90            | 95            | 98            | 14            | 120            | 125            | 125            | 14             | 218        |
| 15   | Luz Acosta (MEX)           | B     | 62,94     | 100           | 103           | 105           | 10            | 115            | 120            | 121            | 18             | 218        |
| 16   | Mayu Hashida (JPN)         | B     | 62,91     | 89            | 92            | 94            | 16            | 114            | 117            | 120            | 15             | 211        |
| 17   | Lenka Orságová (CZE)       | B     | 62,53     | 90            | 92            | 94            | 17            | 115            | 118            | 119            | 17             | 207        |
| 18   | Tatyana Kostenko (KAZ)     | B     | 61,27     | 83            | 88            | 88            | 19            | 107            | 112            | 115            | 16             | 203        |
| 19   | Muslime Sunar (FRA)        | B     | 62,75     | 88            | 90            | 90            | 18            | 107            | 110            | 112            | 19             | 200        |
| 20   | Elena Sisoeva (UZB)        | B     | 62,92     | 84            | 88            | 92            | 20            | 95             | 100            | 107            | 23             | 188        |
| 21   | Sheila Ramos (ESP)         | B     | 62,92     | 75            | 78            | 81            | 23            | 100            | 103            | 106            | 20             | 184        |
| 22   | Hortense Nguidjol (CMR)    | B     | 62,65     | 77            | 77            | 82            | 24            | 100            | 105            | 107            | 22             | 177        |
| 23   | Jacquelynn Berube (USA)    | B     | 62,77     | 74            | 76            | 78            | 22            | 98             | 103            | 105            | 24             | 176        |
| 24   | Dora Afi Abotsi (GHA)      | B     | 61,70     | 63            | 63            | 65            | 25            | 70             | 75             | 77             | 25             | 142        |
| —    | Sukanya Kunrit (THA)       | B     | 61,15     | 85            | 85            | 89            | 21            | —              | —              | —              | —              | —          |
| —    | Marie Fegue (CMR)          | B     | 61,88     | 80            | 80            | 82            | —             | 95             | 100            | 102            | 21             | —          |